# Alexander van Byzantium
Alexander (Grieks: Αλέξανδρος/Alexandros) (circa 870 - 913) was de derde zoon van de stichter van de Macedonische dynastie, Basilius I. Hij was daadwerkelijk keizer van Byzantium van mei 912 tot juni 913.
Na het overlijden van zijn oudste zoon Constantijn benoemde Basilius hem in 879 tot mede-keizer. Deze titel behield hij gedurende de regering van zijn oudere broer Leo VI de Wijze, behalve korte tijd in 904 toen hij verdacht werd van betrokkenheid bij een moordaanslag op zijn broer.
Tot hij in mei 912 op eenenveertigjarige leeftijd Leo opvolgde, had hij zich vooral door overmatig drankverbruik en door orgieën laten opmerken. Het enige agendapunt van zijn korte regeerperiode schijnt het vernietigen van de erfenis van zijn broer geweest te zijn: diens weduwe Zoë Karbonopsina verbande hij naar een klooster en de voornaamste keizerlijke raadgever Himerius stuurde hij naar de gevangenis. Twee van zijn bestuursdaden waren opmerkelijk: hij zegde de in 904 met de Bulgaren gesloten vredesverdragen op en weigerde hen nog langer tribuut te betalen, en hij herstelde de door Leo verbannen patriarch van Constantinopel Nicolaas de Mysticus in zijn functie. De Bulgaarse khan Simeon deed hij een gedroomde aanleiding aan de hand om een oorlog tegen Byzantium voor te bereiden; met Nicolaas haalde hij een twistziek en rancuneus man in huis die de interne vrede van Kerk en Rijk voortdurend in het gedrang bracht.
Alexander overleed door een beroerte na een spelletje polo in volle zon, of volgens een alternatieve versie na het brengen van heidense offers aan de beelden in de Hippodroom. Met een van deze beelden, een bronzen everzwijn, zou hij zich zodanig geïdentificeerd hebben dat hij het liet voorzien van gouden slagtanden en genitaliën toen hij ten gevolge van zijn levensstijl met een rottend gebit en impotentie te maken kreeg.
Zijn mede-keizer was de jonge zoon van Leo VI, Constantijn VII, van wie hij mogelijk slechts de regent was.